# Friedrich Achilles (Württemberg-Neuenstadt)

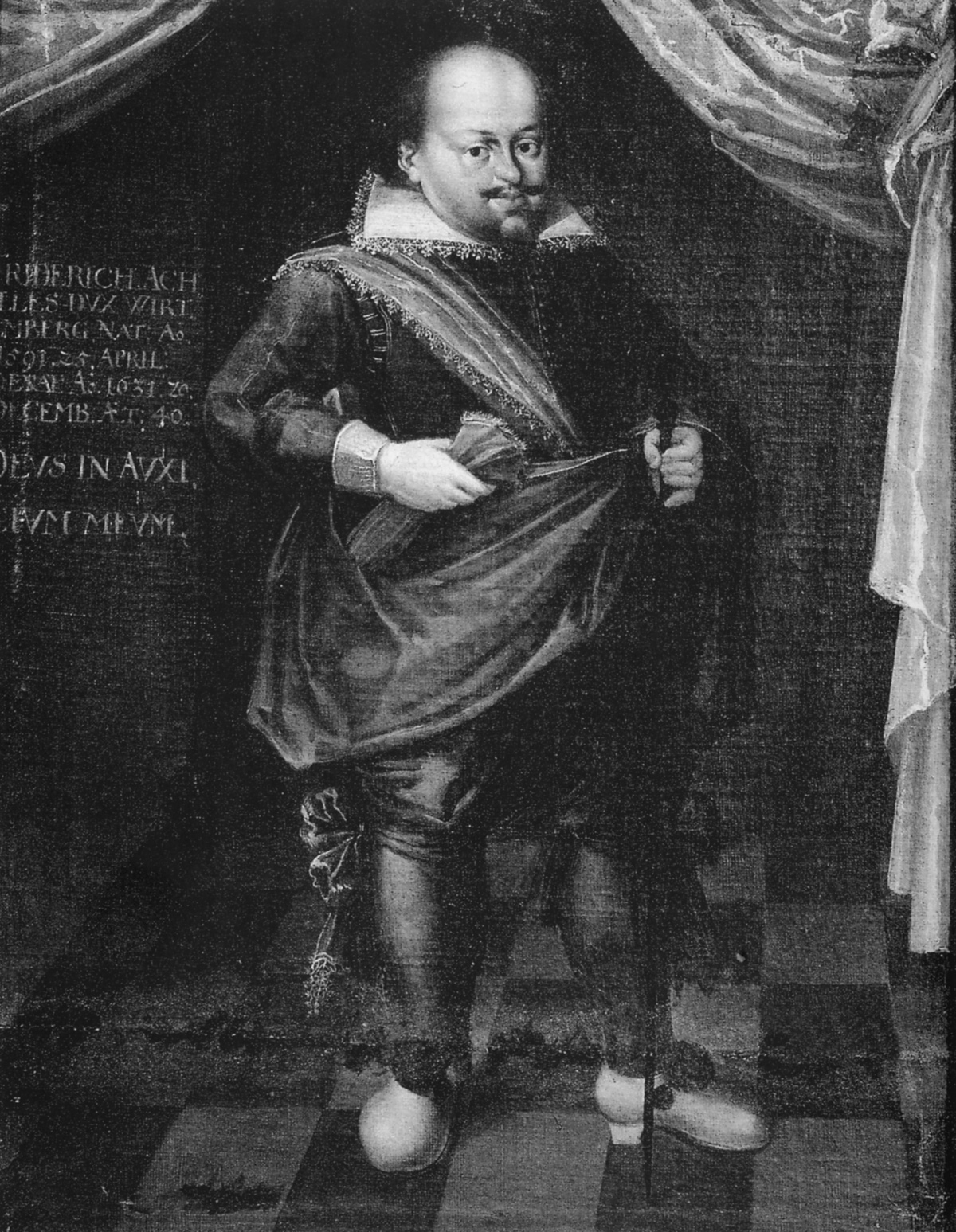
Friedrich Achilles

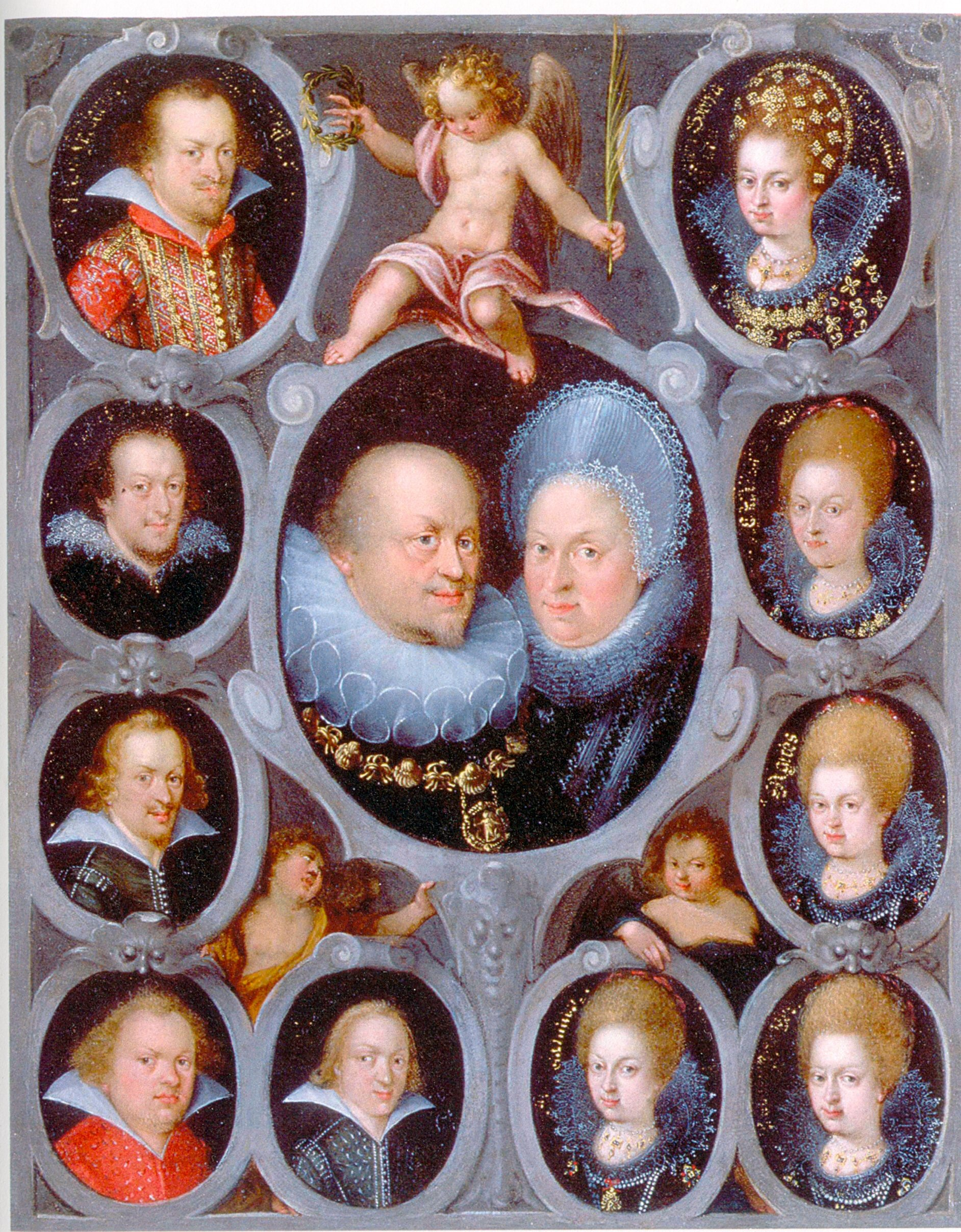
Friedrich Achilles (unten links) mit Eltern und Geschwistern, Gemälde um 1605

Friedrich Achilles von Württemberg (* 5. Mai 1591 in Mömpelgard; † 30. Dezember 1631 in Neuenstadt am Kocher) war ein Herzog von Württemberg, der nach dem Fürstbrüderlichen Vergleich von 1617 Neuenstadt am Kocher als Wohnsitz erhielt. Er starb unvermählt und kinderlos, so dass die von ihm begründete frühe Neuenstadter Linie des Hauses Württemberg mit seinem Tod schon wieder endete.

## Leben
Er war der zweitjüngste Sohn Herzog Friedrichs I. und besuchte neun Jahre lang das Collegium illustre in Tübingen, konnte jedoch aufgrund seiner immensen Leibesfülle keine ansonsten für damalige Verhältnisse übliche Kavalierstour absolvieren. Im Mai 1617 erhielt er aufgrund des Fürstbrüderlichen Vergleichs der Söhne Herzog Friedrichs I. das Schloss Neuenstadt als Wohnsitz zugewiesen. Nach Ausbruch des Dreißigjährigen Krieges flüchtete er 1621 nach Stuttgart. 1628 kehrte er nach Neuenstadt zurück, wo er bereits 1631 starb. Er wurde in der Stuttgarter Stiftskirche begraben.
Neuenstadt kam 1649 an Friedrich Achilles’ Neffen Friedrich (1615–1682), der dort die württembergische Nebenlinie Württemberg-Neuenstadt begründete.